# ジェレミー・フリンポン
- イェレミー・フリンポン

ジェレミー・フリンポン（Jeremie Frimpong, 2000年12月20日 - ）は、オランダ・北ホラント州アムステルダム出身のプロサッカー選手。プレミアリーグ・リヴァプールFC所属。オランダ代表。ポジションはディフェンダー。

## 経歴

### クラブ
2000年にアムステルダムで生まれ、7歳の時に家族と共にイギリスに移住。2010年にマンチェスター・シティの下部組織に入団。UEFAユースリーグなどで頭角を表すも、2019年9月1日にセルティックと4年契約を締結。10月19日のロス・カウンティ戦でプロデビュー。同月27日のアバディーン戦では、プロ2戦目で初ゴールを記録。プロ1年目の2019-20シーズンは14試合2ゴールを記録。スコティッシュ・プレミアシップに加えスコティッシュ・カップで優勝を経験。2020-21シーズンは先発に定着し、有力チームの注目の的に成長した。
2021年1月27日、バイエル・レバークーゼンと2025年までの契約を締結したことが発表された。
2025年5月30日、イングランドのリヴァプールに完全移籍。5年契約で、移籍金は3,500万ユーロと報じられている。

### 代表
2018年にU-19オランダ代表でナショナルチームデビューを果たすと、2022年11月、フル代表未経験ながら2022 FIFAワールドカップに臨むオランダ代表に選出された。

## 個人成績

### クラブ
| 国内大会個人成績 | 国内大会個人成績 | 国内大会個人成績 | 国内大会個人成績 | 国内大会個人成績 | 国内大会個人成績 | 国内大会個人成績 | 国内大会個人成績 | 国内大会個人成績 | 国内大会個人成績 | 国内大会個人成績 | 国内大会個人成績 |
| 年度             | クラブ           | 背番号           | リーグ           | リーグ戦         | リーグ戦         | リーグ杯         | リーグ杯         | オープン杯       | オープン杯       | 期間通算         | 期間通算         |
| 年度             | クラブ           | 背番号           | リーグ           | 出場             | 得点             | 出場             | 得点             | 出場             | 得点             | 出場             | 得点             |
| スコットランド   | スコットランド   | スコットランド   | スコットランド   | リーグ戦         | リーグ戦         | S・リーグ杯      | S・リーグ杯      | スコティッシュ杯 | スコティッシュ杯 | 期間通算         | 期間通算         |
| ---------------- | ---------------- | ---------------- | ---------------- | ---------------- | ---------------- | ---------------- | ---------------- | ---------------- | ---------------- | ---------------- | ---------------- |
| 2019-20          | セルティック     | 30               | S・プレミア      | 14               | 2                | 3                | 0                | 3                | 0                | 20               | 2                |
| 2020-21          | セルティック     | 30               | S・プレミア      | 22               | 1                | 0                | 0                | 0                | 0                | 22               | 1                |
| ドイツ           | ドイツ           | ドイツ           | ドイツ           | リーグ戦         | リーグ戦         | リーグ杯         | リーグ杯         | DFBポカール      | DFBポカール      | 期間通算         | 期間通算         |
| 2020-21          | レバークーゼン   | 30               | ブンデスリーガ   | 10               | 0                | -                | -                | 1                | 0                | 11               | 0                |
| 2021-22          | レバークーゼン   | 30               | ブンデスリーガ   | 25               | 1                | -                | -                | 2                | 1                | 27               | 2                |
| 2022-23          | レバークーゼン   | 30               | ブンデスリーガ   | 34               | 8                | -                | -                | 1                | 0                | 35               | 8                |
| 2023-24          | レバークーゼン   | 30               | ブンデスリーガ   | 31               | 9                | -                | -                | 6                | 2                | 37               | 11               |
| 2024-25          | レバークーゼン   | 30               | ブンデスリーガ   | 33               | 5                | -                | -                | 4                | 0                | 37               | 5                |
| イングランド     | イングランド     | イングランド     | イングランド     | リーグ戦         | リーグ戦         | FLカップ         | FLカップ         | FAカップ         | FAカップ         | 期間通算         | 期間通算         |
| 2025-26          | リヴァプール     |                  | プレミアリーグ   |                  |                  |                  |                  |                  |                  |                  |                  |
| 通算             | スコットランド   | スコットランド   | S・プレミア      | 36               | 3                | 3                | 0                | 3                | 0                | 42               | 3                |
| 通算             | ドイツ           | ドイツ           | ブンデスリーガ   | 133              | 23               | -                | -                | 14               | 3                | 147              | 26               |
| 通算             | イングランド     | イングランド     | プレミアリーグ   |                  |                  |                  |                  |                  |                  |                  |                  |
| 総通算           | 総通算           | 総通算           | 総通算           | 169              | 26               | 3                | 0                | 17               | 3                | 189              | 29               |

### 代表
| オランダ代表 | 国際Aマッチ | 国際Aマッチ |
| 年           | 出場        | 得点        |
| ------------ | ----------- | ----------- |
| 2023         | 1           | 0           |
| 2024         | 9           | 1           |
| 2025         | 2           | 0           |
| 通算         | 12          | 1           |

## タイトル

### クラブ
セルティック
- スコティッシュ・プレミアシップ（2019-20）
- スコティッシュカップ（2019-20）
- スコティッシュリーグカップ（2019-20）

バイエル・レバークーゼン
- ブンデスリーガ（2023-24）
- DFBポカール（2023-24）

### 個人
- UEFAヨーロッパリーグ シーズンベストイレヴン（2023-24）[8]